# Heinrich Askan Engelken
Heinrich Askan Engelken, auch Heinrich Askanius E., Engelke, Engelcken (* 15. August 1675 in Rostock; † 13. Januar 1734 in Parchim) war ein deutscher lutherischer Theologe.

## Ausbildung und Studium
Heinrich Askanius Engelken war der ältere Bruder von Hermann Christoph Engelke (1679–1742), der ebenfalls Professor der Theologie an der Universität Rostock war. Er wurde von Hauslehrern unterrichtet, u. a. von Johann Joachim Weidner, seinem späteren Schwager. Im Sommersemester 1693 begann er ein Studium an der Universität Rostock, das er mit der Promotion zum Magister an der Philosophischen Fakultät abschloss.
Im Anschluss daran besuchte Engelke die Universitäten in Wittenberg, Jena, Halle und Leipzig, wo er auch begann, erste Vorlesungen zu halten.

## Akademische Laufbahn
1700 kehrte Engelke nach Rostock zurück, nahm eine Dozentenstelle an und machte sein Examen an der Theologischen Fakultät. Im Jahre 1704 wurde Engelke an der Theologischen Fakultät zum Dr. theol. promoviert. Im selben Jahr erfolgte auch die Berufung zum außerordentlichen Professor der Theologie an der Universität Rostock durch Herzog Friedrich Wilhelm I. Er folgte damit Samuel Starck ins Amt.
Im darauffolgenden Jahr kam es zur Heirat mit der Hamburgerin Maria Paulsen († 1738).
1713 schied er mehr oder weniger unfreiwillig aus dem akademischen Leben aus (seine Bemühungen um die fürstliche Professur der Eloquenz blieben erfolglos) und nahm die Stelle des Superintendenten und Pastors an St. Georgen in Parchim an. Seine Professur an der Universität übernahm, allerdings erst 1748, Joachim Hartmann (1715–1795).